# 1919년 이탈리아 총선
1919년 이탈리아 총선은 이탈리아 하원 508인을 선출하기 위한 첫 선거로 1919년 11월 16일 치러졌다. 집권여당인 자유연합이 분열되어 원내 과반의석수 확보에 실패하고, 이탈리아 사회당과 이탈리아 민중당이 부상하였다.
이번 선거를 앞두고 선거법이 개정되어 유권자 기준을 넓히고 비례대표제를 도입하였다. 또한 기존에 2차 투표로 치러지던 선거를 단 하루만 치르게 되었다.

## 배경
제1차 세계 대전 종전 직후 1919년~1920년 이탈리아 사회는 극심한 혼란에 시달리게 되었는데 이를 '비엔니오 로소'라 부른다. 이 선거는 비엔니오 로소 기간에 치러진 선거로, 1922년 베니토 무솔리니가 이끄는 파시스트 조직 검은 셔츠단이 로마 진군에 나서는 계기로 작용하였다.
비엔니오 로소 시대에는 전쟁으로 인한 경제위기와 높은 실업률, 정치적 불안 등으로 몸살을 앓던 시기로서 대대적인 파업과 노동쟁의, 토지와 공장 점거를 통한 자체경영 실험이 이탈리아 북부를 중심으로 적극 이루어지던 시기였다. 토리노와 밀라노에서는 노동자평의회가 결성되었고 아나르코생디칼리슴 사상가들의 주도로 공장 점거가 빈번하였다. 이러한 분위기는 파단 평원의 농업지대로 확대되어, 농민들의 파업과 불안한 치안, 좌파와 우파 민병대 간의 게릴라전이 잇따랐다.

## 선거제도
1919년 8월 15일 이탈리아 의회는 선거제도를 다수대표제에서 돈트 방식에 기반한 비례대표제로 전환하는 선거법 개정안을 통과시켰다. 이와 함께 선거 유권자 기준을 지난 전쟁에서 연령에 관계없이 병사로 참전했던 전 국민과 21세 이상의 전 남성으로 확대하여, 지난 선거에 비해 4분의 1 이상 늘은 1,100만 명 선으로 조정했다.
또한 기존 소선거구제였던 선거방식을 중선거구제로 바꾸어 이탈리아 전국을 58개 선거구로 재편, 각 선거구당 최소 5명에서 최대 20명의 의원을 선출하였다. 이렇게 바뀐 선거제도는 노조와 협동조합, 기타 민중조직을 통해 유권자 동원에 유리했던 사회당과, 교회조직의 지지에 의존하였던 민중당 등에 호재로 작용하였다.

## 참여 정당
| 정당 | 정당                       | 이념            | 대표                         | 선거 전 지위 |
| ---- | -------------------------- | --------------- | ---------------------------- | ------------ |
|      | 이탈리아 사회당 (PSI)      | 사회주의        | 니콜라 봄바치                | 야당         |
|      | 이탈리아 민중당 (PPI)      | 기독교 민주주의 | 돈 루이지 스투르초           | 여당         |
|      | 자유민주급진당 (LDR)       | 자유주의        | 비토리오 에마누엘레 오를란도 | 여당         |
|      | 사회민주당 (DS)            | 사회자유주의    | 조반니 안토니오 콜로나       | 여당         |
|      | 자유연합 (UL)              | 자유주의        | 조반니 졸리티                | 여당         |
|      | 참전용사당 (PdC)           | 퇴역 군인 정당  | 공동 대표                    | 야당         |
|      | 이탈리아 급진당 (PR)       | 급진주의        | 프란체스코 사베리오 니티     | 여당         |
|      | 경제당 (PE)                | 보수주의        | 페르디난도 보카              | 야당         |
|      | 이탈리아 개혁사회당 (PSRI) | 사회민주주의    | 레오니다 비솔라티            | 여당         |
|      | 이탈리아 공화당 (PRI)      | 공화주의        | 살바토레 바르질라이          | 야당         |

## 투표율
| 지역           | 투표율 |
| -------------- | ------ |
| 아브루초몰리세 | 51.3%  |
| 아풀리아       | 54.2%  |
| 바실리카타     | 50.9%  |
| 칼라브리아     | 47.9%  |
| 캄파니아       | 49.9%  |
| 에밀리아로마냐 | 71.5%  |
| 라치오         | 47.5%  |
| 리구리아       | 60.5%  |
| 롬바르디아     | 67.4%  |
| 마르케         | 47.6%  |
| 피에몬테       | 63.0%  |
| 사르데냐       | 55.5%  |
| 시칠리아       | 44.5%  |
| 토스카나       | 61.3%  |
| 움브리아       | 56.2%  |
| 베네토         | 51.5%  |
| 총합           | 56.6%  |
| 출처: 내무부   |        |

## 선거 결과
집권세력이었던 자유연합이 분열된 가운데 원내 과반의석수를 상실하고 이탈리아 사회당과 이탈리아 민중당이 부상하였다. 니콜라 봄바치가 이끄는 사회당은 이탈리아 북부를 중심으로 득표율 1위를 차지하였으며 에밀리아로마냐 (60.0%), 피에몬테 (49.7%), 롬바르디아 (45.9%), 토스카나 (41.7%), 움브리아 (46.5%) 순으로 득표율이 높았다. 민중당은 베네토 (42.6%)에서 1위를, 롬바르디아 (30.1%)에서 2위를 차지하였다. 자유주의 정당은 이탈리아 남부를 중심으로 강세를 보였으며 아브루초, 캄파니아, 바실리카타, 아풀리아, 칼라브리아, 시칠리아 등지에서 득표율 50% 이상을 기록하였다.
|                                        |                                        |             |         |           |        |
| 정당                                   | 정당                                   | 득표수      | %       | 의석수    | 변화   |
|                                        | 이탈리아 사회당 (PSI)                  | 1,834,792   | 32.28%  | 156 / 508 | +104   |
|                                        | 이탈리아 민중당 (PPI)                  | 1,167,354   | 20.53%  | 100 / 508 | (신당) |
|                                        | 자유민주급진당 (LDR)                   | 904,195     | 15.91%  | 96 / 508  | (신당) |
|                                        | 사회민주당 (DS)                        | 622,310     | 10.95%  | 60 / 508  | (신당) |
|                                        | 자유연합 (UL)                          | 490,384     | 8.63%   | 41 / 508  | -229   |
|                                        | 전투원당 (PdC)                         | 232,923     | 4.10%   | 20 / 508  | (신당) |
|                                        | 이탈리아 급진당 (PR)                   | 110,697     | 1.95%   | 12 / 508  | -50    |
|                                        | 경제당 (PE)                            | 87,450      | 1.54%   | 7 / 508   | (신당) |
|                                        | 이탈리아 개혁사회당 (PSRI)             | 82,157      | 1.45%   | 6 / 508   | -13    |
|                                        | 급진파-공화파-사회파-퇴역군인파 무소속 | 65,421      | 1.15%   | 5 / 508   | (신당) |
|                                        | 이탈리아 공화당 (PRI)                  | 53,197      | 0.93%   | 4 / 508   | -4     |
|                                        | 무소속 사회당                          | 33,938      | 0.60%   | 1 / 508   | -7     |
| 총합                                   | 총합                                   | 5,014,921표 | 100.00% | 508       | 0      |
| 유효표                                 | 5,014,921표                            | 98.32%      |         |           |        |
| 무효표                                 | 108,674표                              | 1.68%       |         |           |        |
|                                        |                                        |             |         |           |        |
| 총 투표수                              | 5,123,595표                            | 100.00%     |         |           |        |
| 유권자 (투표율)                        | 10,239,326명                           | 60.41%      |         |           |        |
| 출처: National Institute of Statistics |                                        |             |         |           |        |

| \| 득표율 \| 득표율 \| 득표율 \| 득표율 \| 득표율 \| \| ---------- \| ---------- \| ------ \| ------ \| ------ \| \| \| \| \| \| \| \| 사회당 \| 사회당 \| \| 32.28% \| 32.28% \| \| 민중당 \| 민중당 \| \| 20.53% \| 20.53% \| \| 자민급 \| 자민급 \| \| 15.91% \| 15.91% \| \| 사민당 \| 사민당 \| \| 10.95% \| 10.95% \| \| 자유연합 \| 자유연합 \| \| 8.63% \| 8.63% \| \| 용사당 \| 용사당 \| \| 4.10% \| 4.10% \| \| 급진당 \| 급진당 \| \| 1.95% \| 1.95% \| \| 경제당 \| 경제당 \| \| 1.54% \| 1.54% \| \| 개혁사회당 \| 개혁사회당 \| \| 1.45% \| 1.45% \| \| 기타 \| 기타 \| \| 2.68% \| 2.68% \| |            |  |        |        |
| 득표율 |            |  |        |        |
| |            |  |        |        |
| 사회당 | 사회당     |  | 32.28% | 32.28% |
| 민중당 | 민중당     |  | 20.53% | 20.53% |
| 자민급 | 자민급     |  | 15.91% | 15.91% |
| 사민당 | 사민당     |  | 10.95% | 10.95% |
| 자유연합 | 자유연합   |  | 8.63%  | 8.63%  |
| 용사당 | 용사당     |  | 4.10%  | 4.10%  |
| 급진당 | 급진당     |  | 1.95%  | 1.95%  |
| 경제당 | 경제당     |  | 1.54%  | 1.54%  |
| 개혁사회당 | 개혁사회당 |  | 1.45%  | 1.45%  |
| 기타 | 기타       |  | 2.68%  | 2.68%  |

| \| 의석수 \| 의석수 \| 의석수 \| 의석수 \| 의석수 \| \| ---------- \| ---------- \| ------ \| ------ \| ------ \| \| \| \| \| \| \| \| 사회당 \| 사회당 \| \| 30.71% \| 30.71% \| \| 민중당 \| 민중당 \| \| 19.69% \| 19.69% \| \| 자민급 \| 자민급 \| \| 18.90% \| 18.90% \| \| 사민당 \| 사민당 \| \| 11.81% \| 11.81% \| \| 자유연합 \| 자유연합 \| \| 8.07% \| 8.07% \| \| 용사당 \| 용사당 \| \| 3.94% \| 3.94% \| \| 급진당 \| 급진당 \| \| 2.36% \| 2.36% \| \| 경제당 \| 경제당 \| \| 1.38% \| 1.38% \| \| 개혁사회당 \| 개혁사회당 \| \| 1.18% \| 1.18% \| \| 기타 \| 기타 \| \| 1.97% \| 1.97% \| |            |  |        |        |
| 의석수 |            |  |        |        |
| |            |  |        |        |
| 사회당 | 사회당     |  | 30.71% | 30.71% |
| 민중당 | 민중당     |  | 19.69% | 19.69% |
| 자민급 | 자민급     |  | 18.90% | 18.90% |
| 사민당 | 사민당     |  | 11.81% | 11.81% |
| 자유연합 | 자유연합   |  | 8.07%  | 8.07%  |
| 용사당 | 용사당     |  | 3.94%  | 3.94%  |
| 급진당 | 급진당     |  | 2.36%  | 2.36%  |
| 경제당 | 경제당     |  | 1.38%  | 1.38%  |
| 개혁사회당 | 개혁사회당 |  | 1.18%  | 1.18%  |
| 기타 | 기타       |  | 1.97%  | 1.97%  |

### 지역별 결과
| 지역           | 제1당 | 제1당                | 제2당 | 제2당                | 제3당 | 제3당                |
| -------------- | ----- | -------------------- | ----- | -------------------- | ----- | -------------------- |
| 아브루초몰리세 |       | 자민급–자유 (LDR-UL) |       | 사회당 (PSI)         |       | 민중당 (PPI)         |
| 아풀리아       |       | 자민급–자유 (LDR-UL) |       | 사회당 (PSI)         |       | 민중당 (PPI)         |
| 바실리카타     |       | 자민급–자유 (LDR-UL) |       | 사회당 (PSI)         |       | 민중당 (PPI)         |
| 칼라브리아     |       | 자민급–자유 (LDR-UL) |       | 민중당 (PPI)         |       | 사회당 (PSI)         |
| 캄파니아       |       | 자민급–자유 (LDR-UL) |       | 민중당 (PPI)         |       | 사회당 (PSI)         |
| 에밀리아로마냐 |       | 사회당 (PSI)         |       | 자민급–자유 (LDR-UL) |       | 민중당 (PPI)         |
| 라치오         |       | 자민급–자유 (LDR-UL) |       | 민중당 (PPI)         |       | 사회당 (PSI)         |
| 리구리아       |       | 자민급–자유 (LDR-UL) |       | 사회당 (PSI)         |       | 민중당 (PPI)         |
| 롬바르디아     |       | 사회당 (PSI)         |       | 민중당 (PPI)         |       | 자민급–자유 (LDR-UL) |
| 마르케         |       | 사회당 (PSI)         |       | 자민급–자유 (LDR-UL) |       | 민중당 (PPI)         |
| 피에몬테       |       | 사회당 (PSI)         |       | 자민급–자유 (LDR-UL) |       | 민중당 (PPI)         |
| 사르데냐       |       | 자민급–자유 (LDR-UL) |       | 민중당 (PPI)         |       | 사회당 (PSI)         |
| 시칠리아       |       | 자민급–자유 (LDR-UL) |       | 민중당 (PPI)         |       | 사회당 (PSI)         |
| 토스카나       |       | 사회당 (PSI)         |       | 자민급–자유 (LDR-UL) |       | 민중당 (PPI)         |
| 움브리아       |       | 사회당 (PSI)         |       | 자민급–자유 (LDR-UL) |       | 민중당 (PPI)         |
| 베네토         |       | 민중당 (PPI)         |       | 사회당 (PSI)         |       | 자민급–자유 (LDR-UL) |